# Motocannoniera

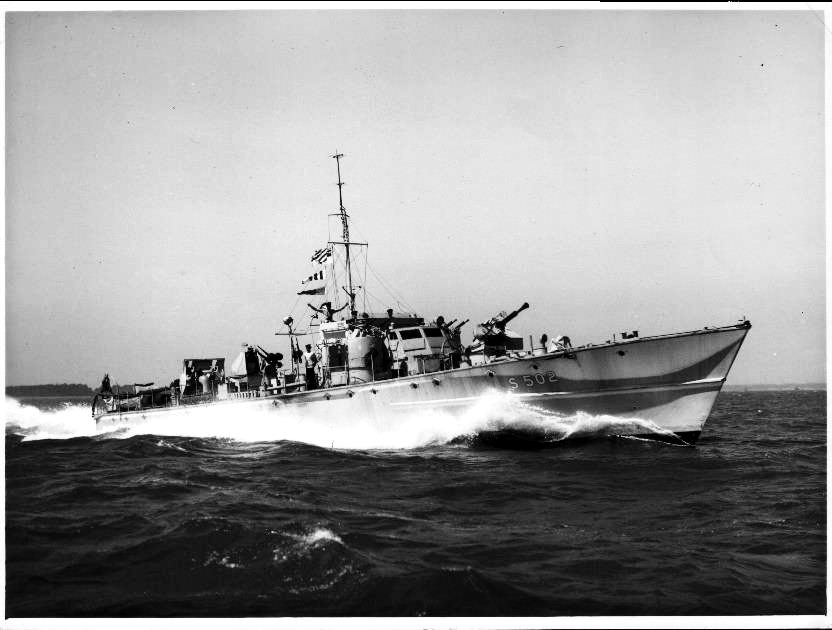
MGB britannica 502

Le motocannoniere (inglese Motor Gun Boat o MGB) sono delle piccole unità militari navali utilizzate in maniera massiccia dalla Royal Navy durante la seconda guerra mondiale, simili per dimensioni alle motosiluranti, ma equipaggiate con un mix di mitragliatrici, mitragliere e cannoni di piccolo calibro al posto dei siluri. Le loro piccole dimensioni e l'alta velocità li rendeva bersagli difficile per MAS, schnellboote e aerosiluranti, ma erano particolarmente vulnerabili alle mine e alle condizioni atmosferiche avverse. Il gran numero di cannoni richiedeva un equipaggio relativamente numeroso di circa una trentina di uomini.
Nei primi anni della guerra vennero impiegate per difendere le coste meridionali e orientali del Regno Unito dagli attacchi delle unità della Kriegsmarine. Le motocannoniere vennero anche impiegate nella protezione dei convogli dopo il D-Day.
Nel Mediterraneo sono state utilizzate per attaccare i convogli dell'asse in flottiglie, spesso operando a fianco di motosiluranti, per interdire i rifornimenti dall'Italia verso il Nord Africa;  svolsero inoltre un ruolo di supporto nell'invasione alleata di Sicilia, Sardegna, Corsica ed Elba, in seguito utilizzate come basi per il pattugliamento delle coste occidentali italiane. Dalla metà del 1944, diminuita progressivamente la minaccia tedesca, alcune flottiglie furono ridislocate in Adriatico per appoggiare i partigiani nelle isole al largo della Jugoslavia.
Nel 1947 la MGB 2009 divenne la prima unità militare navale al mondo ad essere equipaggiata con una turbina a gas Metrovick.